# Poljski Senat
Senat je gornji dom poljskog parlamenta, dok je donji dom Sejm. Povijest poljskog senata je bogata tradicijom i seže preko 500 godina, bio je jedan od prvih konstitutivnih dvodomnih parlamenta u Europi, a postoji bez prekida do komadanje Poljske države 1795. godine. Nakon kratkog razdoblja postojanja u međuratnom razdoblju Senat je ponovno ukinule (po mnogim nezakonito) vlasti Narodne Republike Poljske, te nije bio ponovno uspostavljen sve do pada komunizma i ponovnog rađanja demokracije u Poljskoj 1989. godine. Senat je sa sjedištem u Varšavi, a nalazi se u zgradi koja je sastavni dio Sejm kompleksa u ulici Wiejska, blizu Trga tri križa i Dvorca Ujazdow. Senat se sastoji od 100 izabranih senatora općim glasovanjem, a na čelu je Maršal Senata (Marszałek Senatu). Sadašnji predsjednik Senata je Bogdan Borusewicz. Na posljednjim izborima najviše mandata osvojila je stranka Građanska platforma 66, dok je Pravo i pravda osvojila 31 mandat.

## Galerija
- Senat u prosincu 1930. godine
- Zgrada Senata i Sejma
- Unutrašnjost parlamenta

## Vanjske poveznice
- Službena stranica  Arhivirana inačica izvorne stranice od 11. srpnja 2009. (Wayback Machine)